# The Broca Divide (Stargate SG-1)
The Broca Divide (La Divisoria Broca en Latinoamérica, La Vertiente Broca en España) es el quinto  episodio de la primera temporada de la serie de televisión de ciencia ficción Stargate SG-1.

## Trama
El SG-1 y el SG-3 viajan a P3X-797. Cuando llegan, son atacados por unos primitivos hombres salvajes, que viven en el bosque como animales. Los ahuyentan y caminan desde la oscuridad hasta la luz.
En la zona iluminada, fuera del bosque, encuentran una civilización hermosa que recuerda a la cultura de origen Minoica, causando, como de costumbre, la fascinación de Daniel. La gente autóctona se hacen llamar los puros y viven en la "Tierra de la Luz". A los que viven asilvestrados en las zonas oscuras los llaman impuros porque llevan la "maldición". Antes fueron ciudadanos de la Tierra de la Luz, ahora son simples salvajes que viven en la oscuridad del bosque. Viendo que la misión no sirve para localizar nada de interés militar, deciden regresar.
Después de volver a la Tierra, los miembros del SGC comienzan a exhibir los mismos síntomas agresivos que un "impuro". Incluso la capitana Carter más agresiva de lo acostumbrado, y acosa al Coronel O'Neill, aunque él logra pararla y la lleva a la enfermería. Más adelante, cuando Daniel expresa su preocupación por Carter, O'Neill reacciona violentamente y lo golpea. Logran calmarlo con un sedante fuerte y luego se ofrece para que la Dra. Fraiser experimente, pero ella lo rechaza. Teal'c mientras tanto va de nuevo al planeta con Daniel, pues son los únicos miembros de SGC, además de la Dra. Fraiser, que no han sido infectados. Sin embargo apenas llegan Daniel es capturado. Teal'c vuelve con una muestra de la sangre de un "impuro" para que Fraiser la analice.
En el SGC, Fraiser descubre que ella y Daniel no se infectaron porque ambos tomaban un antihistamínico para sus alergias, y la "maldición" es en realidad una enfermedad. Después de analizar la sangre, ella concluye que debe haber algo en la dieta de la Tierra de la Luz que actúa como antihistamínico, y que, si no lo comen a menudo, podrían ser "maldecidos". Con esto Fraiser sintetiza una cura, y la administra a los miembros del SGC. El equipo va de nuevo a P3X-797 y encuentran a Daniel ya Infectado (porque no tomó su antihistamínico). Utilizan dardos llenos del suero creado por Fraiser para ahuyentar a los "mancillados", y después llevan a Daniel a la Tierra de la Luz.
Allí explican a la gente que la "maldición" es reversible, y que sus familiares perdidos podrían volver. Cuando Daniel despierta totalmente sano, la gente se asombra y salen hacia el bosque, donde observan como los impuros van saliendo de la oscuridad totalmente curados.

## Artistas invitados
- Steve Makaj como el Coronel Makepeace.
- Teryl Rothery como la Dra. Janet Fraiser.
- Gerard Plunkett como el concejal Tuplo.
- Gary Jones como Walter Harriman.